# Setaphis gomerae
Setaphis gomerae är en spindelart som först beskrevs av Schmidt 1981.  Setaphis gomerae ingår i släktet Setaphis och familjen plattbuksspindlar.
Artens utbredningsområde är Kanarieöarna. Inga underarter finns listade i Catalogue of Life.